# 이천시장
이천시장은 경기도 이천시의 시장이다.

## 역대 이천군수
| 대수   | 이름   | 임기                                | 비고            |
| ------ | ------ | ----------------------------------- | --------------- |
| 제1대  | 이병두 | 1945년 10월 2일 ~ 1945년 10월 17일  | 경기도 이천군수 |
| 제2대  | 이기용 | 1945년 10월 18일 ~ 1946년 12월 9일  | 경기도 이천군수 |
| 제3대  | 이시훈 | 1946년 12월 10일 ~ 1949년 8월 12일  | 경기도 이천군수 |
| 제4대  | 이기학 | 1949년 8월 13일 ~ 1953년 1월 14일   | 경기도 이천군수 |
| 제5대  | 김용석 | 1953년 1월 15일 ~ 1954년 3월 16일   | 경기도 이천군수 |
| 제6대  | 윤갑노 | 1954년 3월 17일 ~ 1954년 10월 28일  | 경기도 이천군수 |
| 제7대  | 유진국 | 1954년 10월 29일 ~ 1959년 2월 26일  | 경기도 이천군수 |
| 제8대  | 박태근 | 1959년 2월 27일 ~ 1960년 5월 22일   | 경기도 이천군수 |
| 제9대  | 신현종 | 1960년 5월 23일 ~ 1960년 10월 31일  | 경기도 이천군수 |
| 제10대 | 박유식 | 1960년 11월 1일 ~ 1961년 9월 28일   | 경기도 이천군수 |
| 제11대 | 윤석범 | 1961년 9월 29일 ~ 1964년 10월 14일  | 경기도 이천군수 |
| 제12대 | 김광준 | 1964년 10월 15일 ~ 1965년 11월 19일 | 경기도 이천군수 |
| 제13대 | 임동섭 | 1965년 11월 20일 ~ 1966년 3월 18일  | 경기도 이천군수 |
| 제14대 | 김대근 | 1966년 3월 19일 ~ 1966년 8월 21일   | 경기도 이천군수 |
| 제15대 | 한영수 | 1966년 8월 22일 ~ 1967년 12월 9일   | 경기도 이천군수 |
| 제16대 | 김명식 | 1967년 12월 10일 ~ 1968년 12월 31일 | 경기도 이천군수 |
| 제17대 | 허섭   | 1969년 1월 1일 ~ 1971년 8월 20일    | 경기도 이천군수 |
| 제18대 | 이병달 | 1971년 8월 21일 ~ 1974년 11월 25일  | 경기도 이천군수 |
| 제19대 | 황두영 | 1974년 11월 26일 ~ 1976년 1월 12일  | 경기도 이천군수 |
| 제20대 | 이진탁 | 1976년 1월 13일 ~ 1979년 3월 18일   | 경기도 이천군수 |
| 제21대 | 임경호 | 1979년 3월 19일 ~ 1980년 5월 8일    | 경기도 이천군수 |
| 제22대 | 임석봉 | 1980년 5월 9일 ~ 1981년 7월 8일     | 경기도 이천군수 |
| 제23대 | 최병호 | 1981년 7월 9일 ~ 1984년 4월 10일    | 경기도 이천군수 |
| 제24대 | 이승철 | 1984년 4월 11일 ~ 1986년 3월 7일    | 경기도 이천군수 |
| 제25대 | 이한복 | 1986년 3월 8일 ~ 1988년 6월 10일    | 경기도 이천군수 |
| 제26대 | 이상윤 | 1988년 6월 11일 ~ 1989년 12월 26일  | 경기도 이천군수 |
| 제27대 | 박종률 | 1989년 12월 27일 ~ 1992년 1월 27일  | 경기도 이천군수 |
| 제28대 | 이갑균 | 1982년 1월 28일 ~ 1994년 1월 2일    | 경기도 이천군수 |
| 제29대 | 정종흔 | 1994년 1월 3일 ~ 1994년 9월 30일    | 경기도 이천군수 |
| 제30대 | 유승우 | 1994년 10월 1일 ~ 1995년 4월 11일   | 경기도 이천군수 |
| 제31대 | 차희주 | 1995년 4월 12일 ~ 1995년 6월 30일   | 경기도 이천군수 |
| 제32대 | 유승우 | 1995년 7월 1일 ~ 1996년 2월 29일    | 민선1기         |

## 역대 이천시장
| 대수   | 이름   | 임기                             | 비고            |
| ------ | ------ | -------------------------------- | --------------- |
| 제32대 | 유승우 | 1996년 3월 1일 ~ 1998년 6월 30일 | 경기도 이천시장 |
| 제33대 | 유승우 | 1998년 7월 1일 ~ 2002년 6월 30일 | 민선2기         |
| 제34대 | 유승우 | 2002년 7월 1일 ~ 2006년 6월 30일 | 민선3기         |
| 제35대 | 조병돈 | 2006년 7월 1일 ~ 2010년 6월 30일 | 민선4기         |
| 제36대 | 조병돈 | 2010년 7월 1일 ~ 2014년 6월 30일 | 민선5기         |
| 제37대 | 조병돈 | 2014년 7월 1일 ~ 2018년 6월 30일 | 민선6기         |
| 제38대 | 엄태준 | 2018년 7월 1일 ~ 2022년 6월 30일 | 민선7기         |
| 제39대 | 김경희 | 2022년 7월 1일 ~                 | 민선8기         |

## 같이 보기
- 이천시장 선거